# Palácio Severiano
Palácio Severiano (em italiano:  Domus Severiana) foi a última ampliação dos palácios imperiais no Palatino, em Roma, realizada a sudeste do Estádio Palatino do Palácio Augustano por Sétimo Severo.

## Descrição
Do edifício original restam hoje somente as imponentes subestruturas de tijolo na encosta do monte Palatino, que criavam uma plataforma artificial ao lado do Palácio de Domiciano para permitir a ampliação, pois já não havia mais espaço físico disponível no monte.
O edifício propriamente dito ficava neste terraço, mas seus restos são muito escassos. Incomparável é o panorama de Roma, que ia do Aventino até o Circo Máximo e das Termas de Caracala até o Célio.
Faziam parte do complexo as termas imperiais, cujas ruínas são hoje visíveis abaixo da [[êxedra do Estádio Palatino, que possivelmente foram construídas por Domiciano e refeitas na época de Maxêncio. Elas eram alimentadas por um ramo da Água Cláudia, a Água Neroniana, que atravessava o vale entre o Palatino e o Célio sobre poderosos arcos, alguns deles ainda visíveis.
No lado de frente para a via Ápia, Sétimo Severo construiu uma imponente fachada similar a um palco teatral, dotada de fontes e colunatas em três níveis: o Septizódio. Conta-se que o imperador mandou fazer este monumento para impressionar seus conterrâneos da África, que chegavam a Roma pela via Ápia. O que restou deste esplêndido monumento foi demolido no século XVI e hoje o que se sabe sobre é com base em desenhos da época do renascimento.

## Galeria

Imagens do palácio
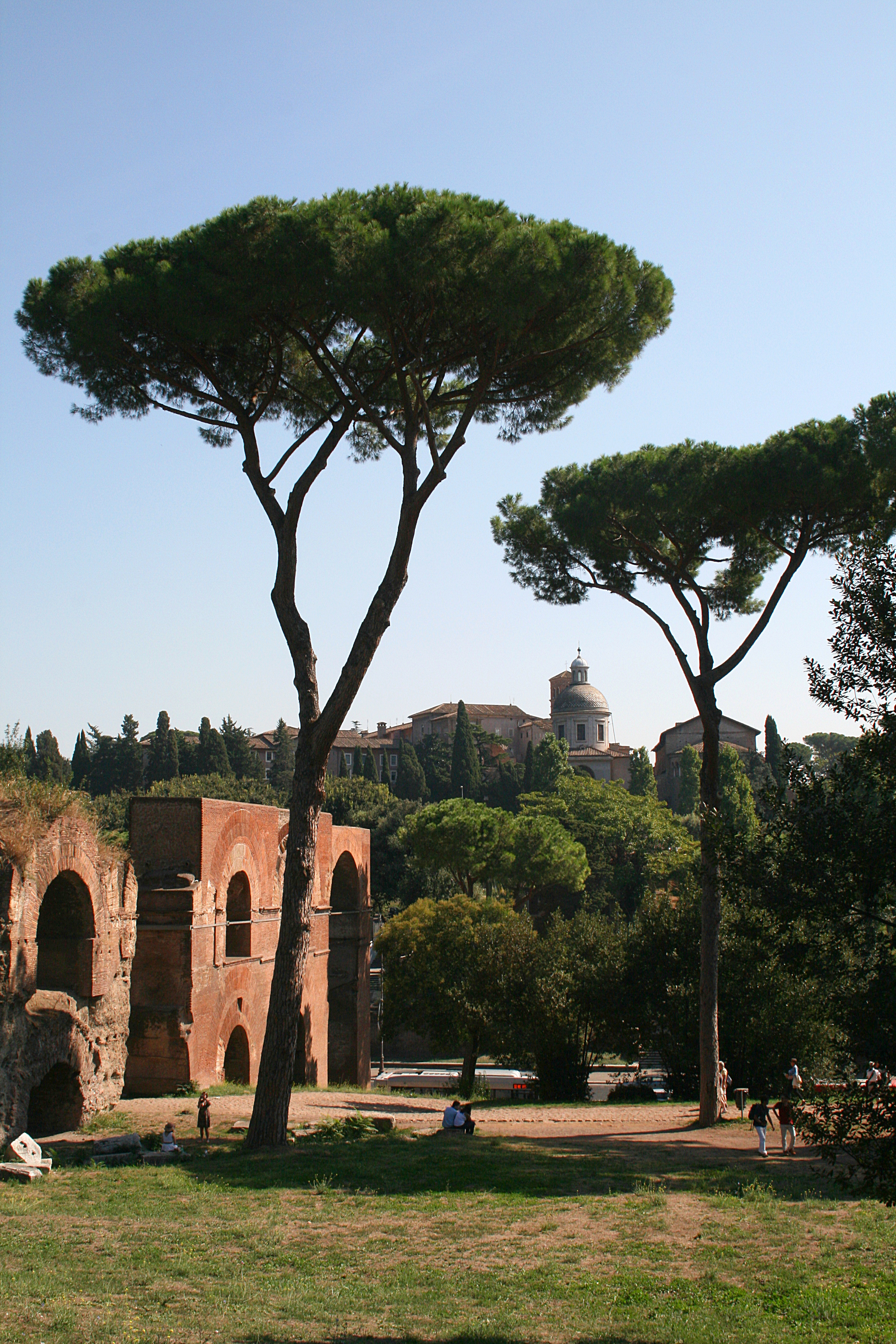
Água Neroniana perto do Palatino.
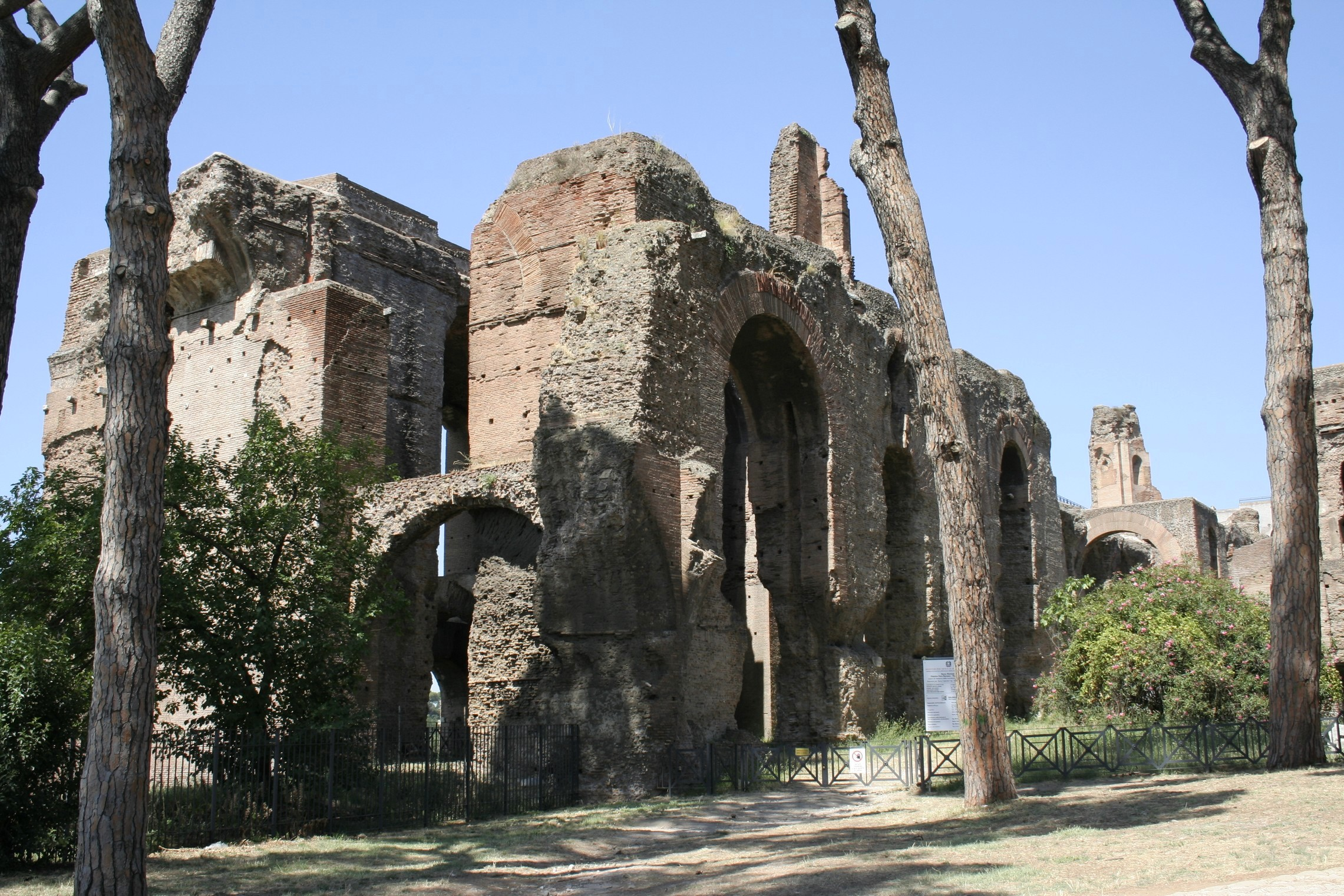
Vista das ruínas atuais e...
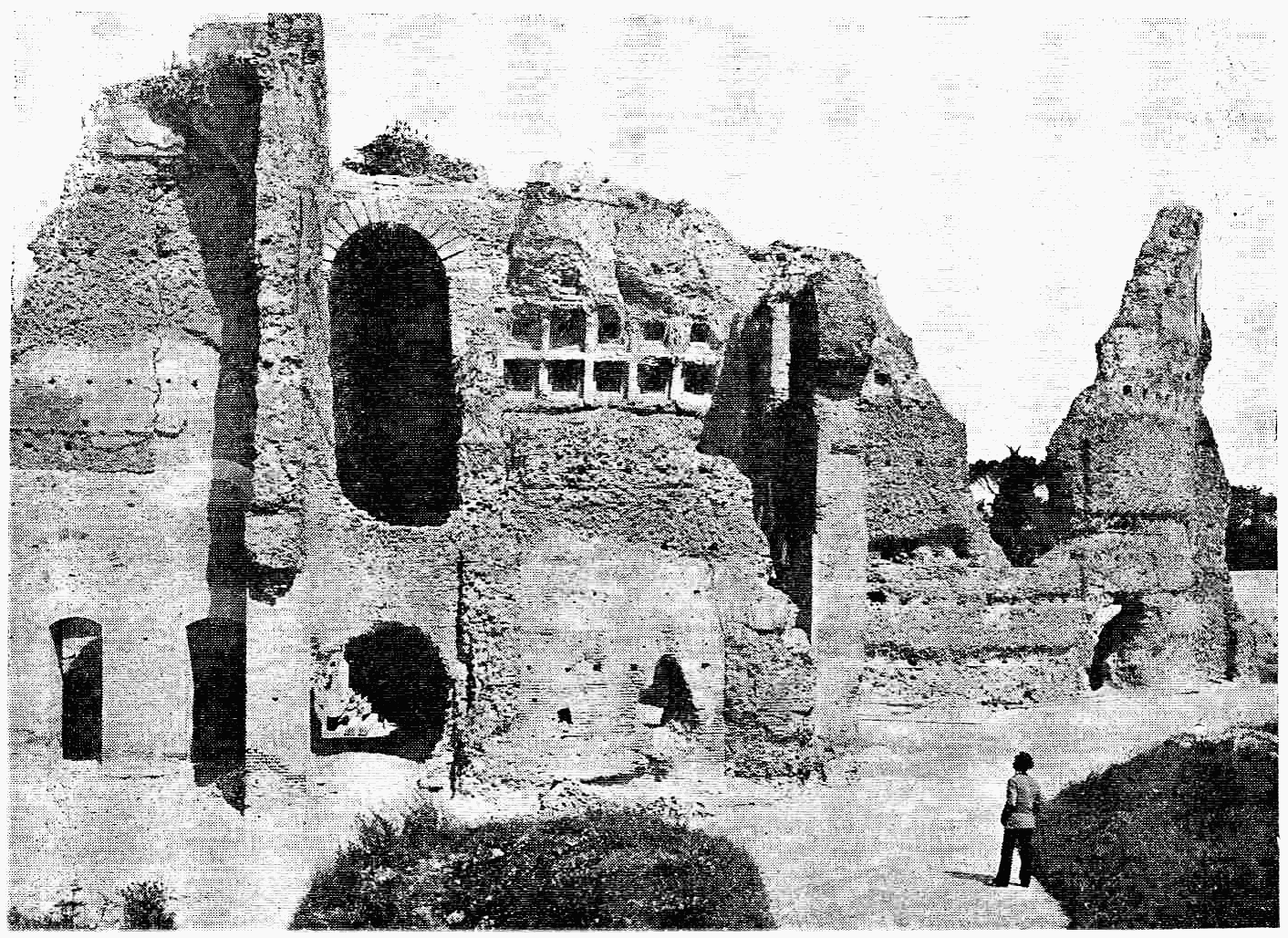
...uma foto antiga (fim do século XIX)